# Niphona pannosa
Niphona pannosa là một loài bọ cánh cứng trong họ Cerambycidae.